# Tập hợp Mandelbrot

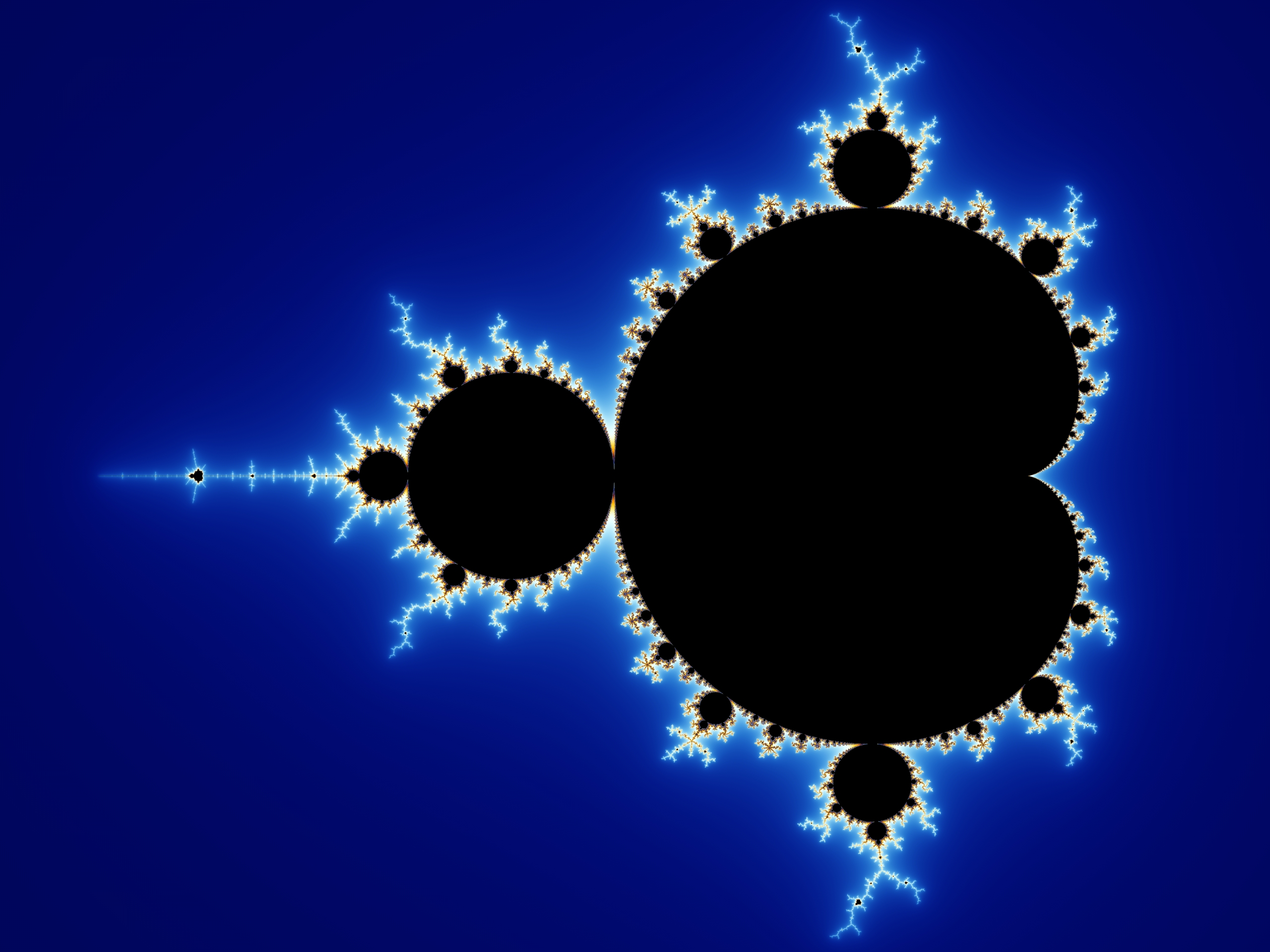
Hình ảnh đầu tiên của tập Mandelbrot (trên mặt phẳng phức) trong dãy phóng đại với môi trường được tô màu liên tục (các điểm màu đen thuộc về tập này).

Tập Mandelbrot {\displaystyle (}không gian Mandelbrot{\displaystyle )} là một tập hợp các điểm nằm trong mặt phẳng phức, với tập hợp bổ sung của nó có dạng fractal (tiếng Anh: fractal). Tập Mandelbrot là tập các giá trị của số phức c ∈ ℂ với quỹ đạo (động lực) quỹ đạo bắt đầu từ 0 dưới phép lặp của đa thức bậc hai hệ số phức h(x) = zn + 1 = zn-12 + c vẫn bị chặn (đóng trong biên). Có nghĩa là, một số phức c thuộc về tập Mandelbrot, khi bắt đầu với z0 = 0 và áp dụng phép lặp lại, thì giá trị tuyệt đối của z0 không bao giờ vượt quá một số xác định (số này phụ thuộc vào c) cho dù điểm n lớn như thế nào. Tập Mandelbrot được đặt tên theo danh sách nhà toán học; nhà toán học Benoît Mandelbrot, người đầu tiên đã nghiên cứu và phát triển nó.

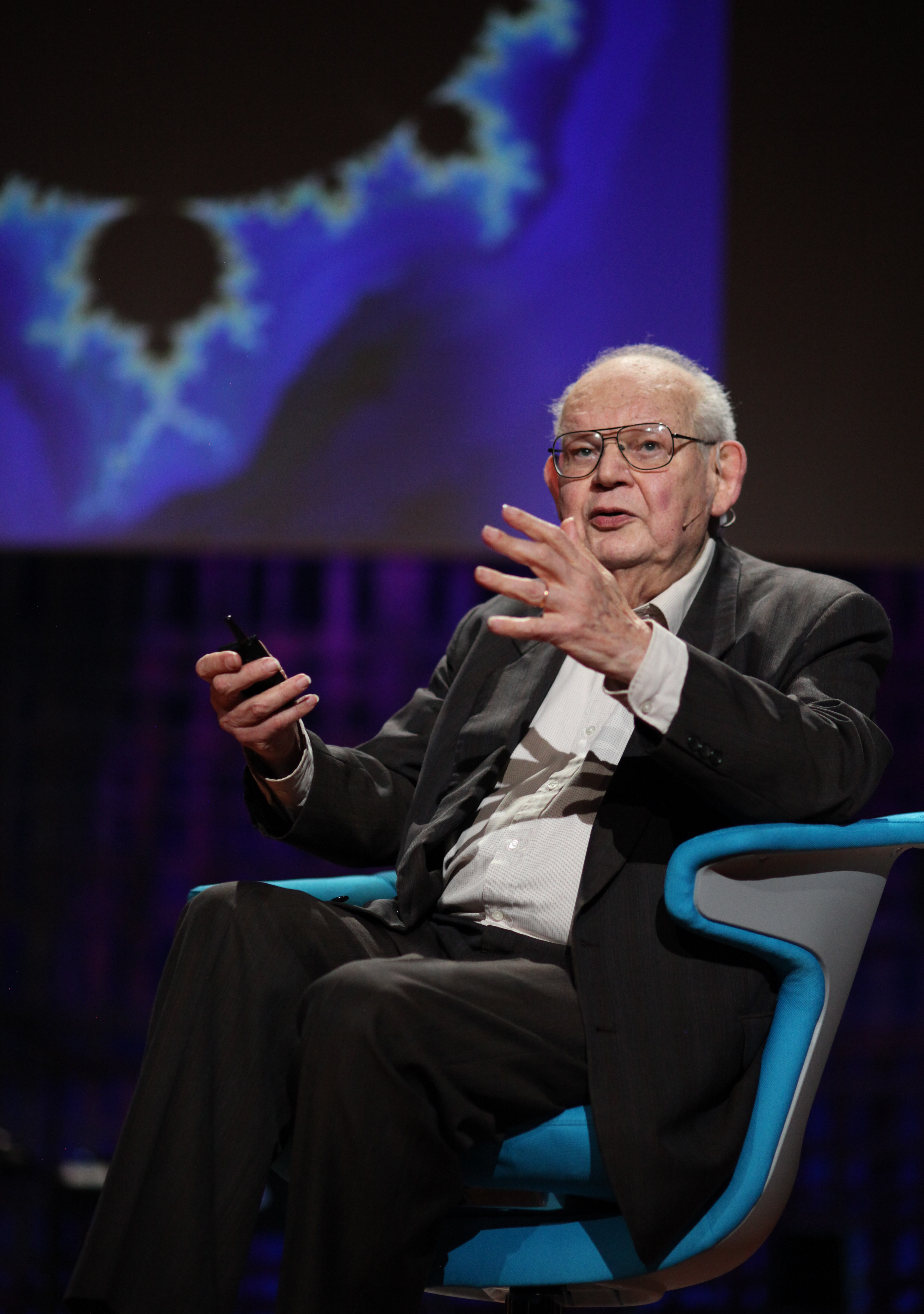
Benoit Mandelbrot, với màn hình phía sau đang trình chiếu tập Mandelbrot

Ví dụ, lấy c = 1 thì khi áp dụng chuỗi lặp ta thu được dãy số 0, 1, 2, 5, 26,..., và dãy này tiến tới vô cùng. Hoặc dãy này không bị chặn, và do vậy 1 không phải là phần tử của tập Mandelbrot.
Ví dụ khác, lấy c = i (trong đó i là đơn vị ảo được định nghĩa là i2 = –1) sẽ cho dãy điểm Misiurewicz: 0, i, (–1 + i), – i, (–1 + i), –i,..., và dãy này bị chặn nên i thuộc về tập Mandelbrot.
Khi tính toán và vẽ trên mặt phẳng phức, tập Mandelbrot có hình dạng ở biên giống như một fractal và nó có tính chất tự đồng dạng khi phóng đại tại bất kì vị trí nào trên biên của tập hợp.
Tập Mandelbrot đã trở thành phổ biến ở cả bên ngoài toán học, từ vẻ đẹp thẩm mỹ cho tới cấu trúc phức tạp được xuất phát từ định nghĩa đơn giản, và nó cũng là một trong những ví dụ nổi tiếng của đồ họa toán học. Nhiều nhà toán học, bao gồm Mandelbrot, đã phổ biến các lĩnh vực của toán học; lĩnh vực toán học này ra công chúng.

## Theo bậc

### Bậc hai
Củ lớn của tập hợp Mandelbot bậc hai có hai múi nhưng các củ con là hình tròn (vùng đen trong hình bên phải). Có vô số tập hợp Mandelbrot con xung quanh tập hợp chính. Quanh các tập hợp con có nhóm hình dạng cặp 2, 4, 8, 16,... Tập hợp Mandelbrot bậc hai có một trục đối xứng.
Một số trong chúng có hình dạng giống vật thiên nhiên (ví dụ lá cây, não, vỏ ốc, vi khuẩn, sấm sét, tia sáng, tuyết, sao biển...) nên hình học fractal cũng được gọi là hình học thiên nhiên.

### Bậc ba
Tập hợp Mandelbrot bậc ba tính bằng công thức bậc 3: h(x) = zn3 + c, có đối xứng hai trục, cách 90° (π/2 radian).

### Bậc bốn
Tập hợp Mandelbrot bậc bốn tính bằng công thức bậc 4: h(x) = zn4 + c, có hình dạng tam giác và ba trục đối xứng cách nhau 120° (hay 2π/3 radian).

### Bậc năm
Tập hợp Mandelbrot bậc năm tính bằng công thức bậc 5: h(x) = zn5 + c, có dạng hình vuông và bốn trục đối xứng cách nhau 90° (hay π/2 radian). Đặc điểm của bậc năm là tập hợp Mandelbrot và tập hợp con có hình vuông.

### Bậc sáu
Tập hợp Mandelbrot bậc năm tính bằng công thức bậc 6: h(x) = zn6 + c, có hình dạng tam giác và ba trục đối xứng cách nhau 72° (hay 2π/5 radian). Đặc điểm của bậc sáu là tập hợp Mandelbrot và tập hợp con có hình dạng giống ngôi sao.

### Bậcb> 3
Tập hợp Mandelbrot bậc sáu tính bằng công thức bậc b: h(x) = znb + c và b là số nguyên lớn hơn 3, có đối xứng b – 1 trục, cách 360°/(b – 1) hay (π/(b – 1) radian) và có cấu trúc đa giác tương tư: bậc bốn là tam giác, bậc năm là hình vuông, bậc sáu là ngũ giác,...
Tất cả tập hợp Mandelbrot có một trục đối xứng chung trên trục x hướng âm bắt đầu từ điểm (0; 0). Tập hợp bậc chẵn có đầu củ nằm trên trục này nhưng tập hợp lẻ có khe múi nằm trên trục này. Khu vực rìa của tập hợp thu hẹp lại cho giá trị b càng cao.

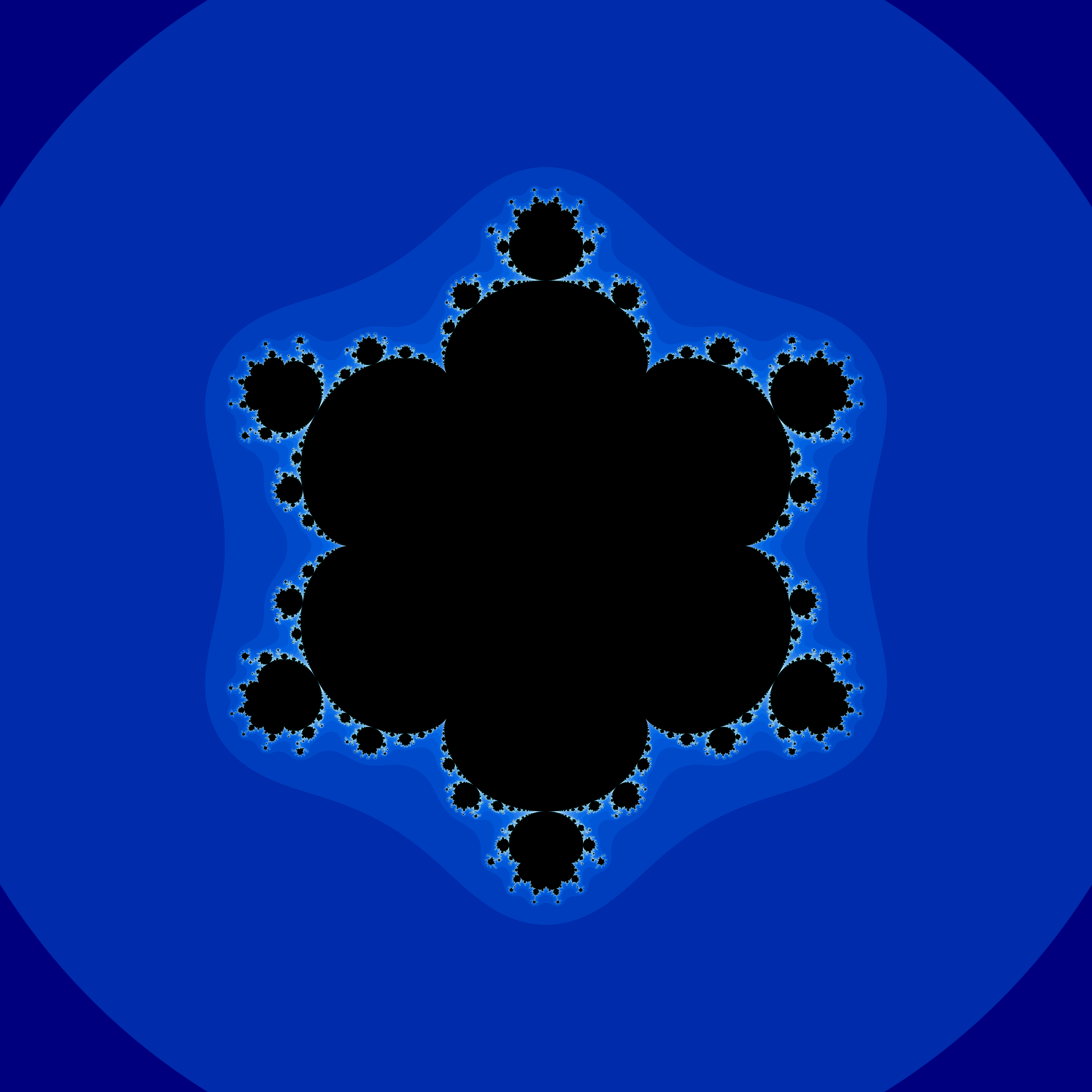
Tập Hợp Mandelbrot Bậc Bảy
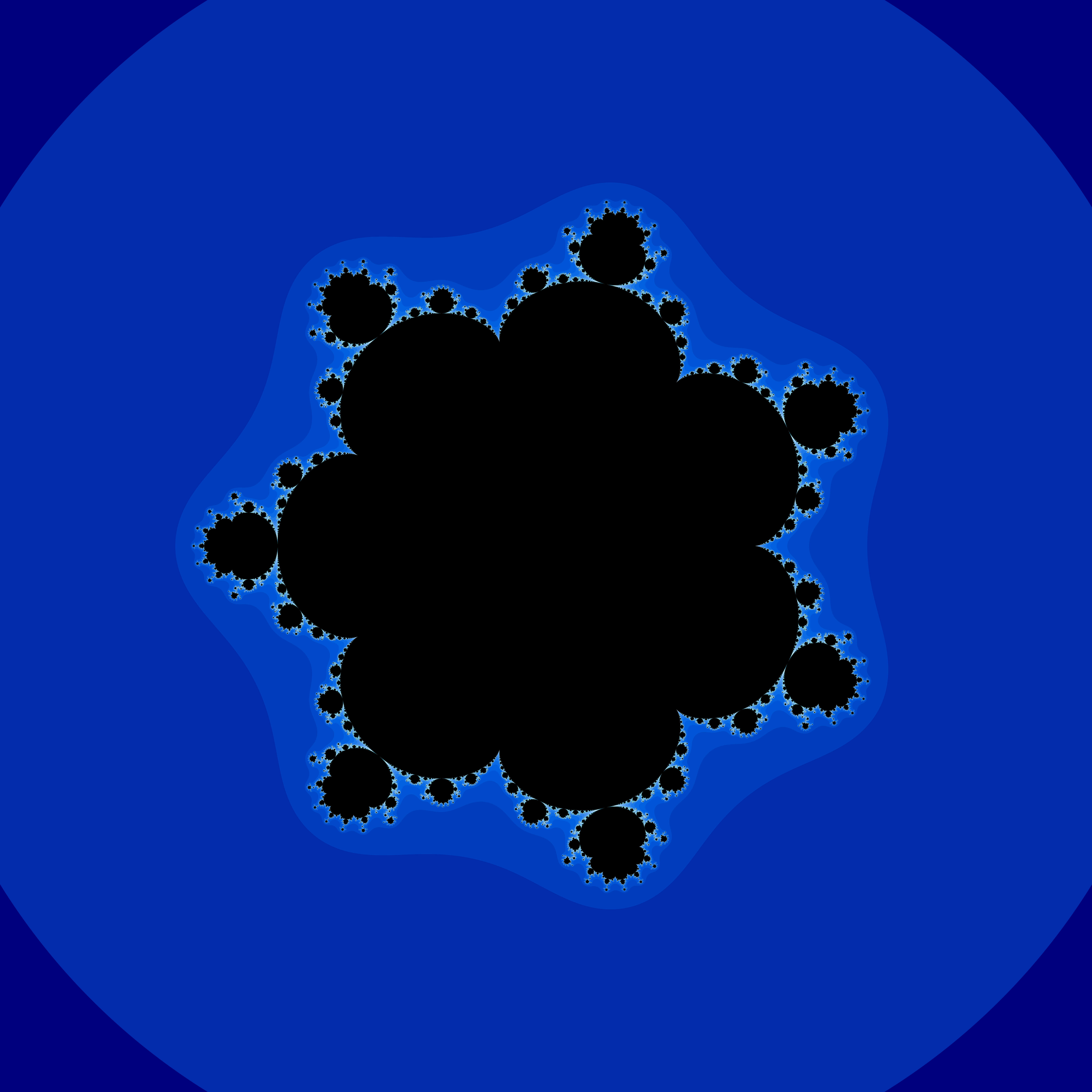
Tập Hợp Mandelbrot Bậc Tám
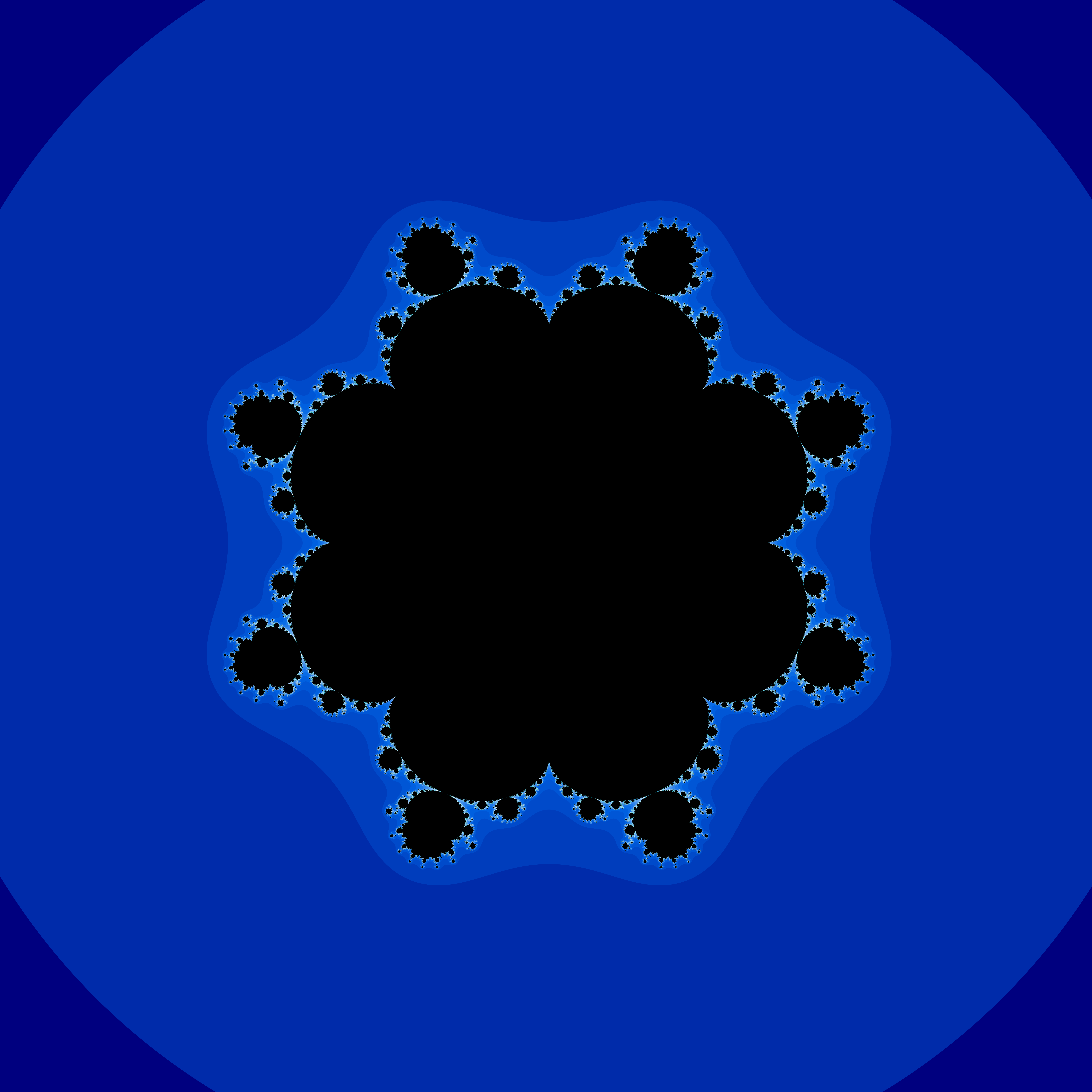
Tập Hợp Mandelbrot Bậc Chín